# Bisdom Kribi
Het bisdom Kribi (Latijn: Dioecesis Kribensis) is een rooms-katholiek bisdom in Kameroen. Het maakt samen met zes andere bisdommen deel uit van de kerkprovincie Yaoundé en is suffragaan aan het aartsbisdom Yaoundé. Het bisdom telt 87.500 katholieken (2019), wat zo'n 47,6% van de totale bevolking van 184.000 is, en heeft een oppervlakte van 11.208 km². In 2019 bestond het bisdom uit 38 parochies.  

## Geschiedenis
- 2008: Oprichting uit delen van het bisdom Ebolowa

## Speciale kerken
De kathedraal van het bisdom Kribi is de Cathédrale Saint-Joseph in Kribi.

## Bisschoppen
- Joseph Befe Ateba (2008-2014)
- Damase Zinga Atangana (sinds 2015)